# Benny Andersson
Göran Bror Benny Andersson (phát âm tiếng Thụy Điển: [jœːɾan bɾuːɾ bɛnʏ andɛʂɔn]) (sinh ngày 16 tháng 12 năm 1946) , được biết đến với tên nghề nghiệp như Benny Andersson, là một nhạc sĩ, nhà soạn nhạc người Thụy Điển, cựu thành viên của nhóm nhạc Thụy Điển ABBA (1972-1982), và đồng soạn nhạc của các vở nhạc kịch Chess, Kristina Fran Duvemåla, và Mamma Mia!. Tính đến năm 2011 ông là hoạt động với ban nhạc riêng của mình Benny Anderssons Orkester (BAO!), Và là giám đốc sản xuất cho phiên bản phim của vở nhạc kịch Mamma Mia!.